# Ipomoea indivisa
La campanilla roja (Ipomoea indivisa) es una especie de enredadera de la familia Convolvulaceae. Fue descrita por primera vez en 1922. Es nativa de América del Sur, y se encuentra en Colombia, Brasil, Uruguay, Bolivia y Argentina. En Argentina se encuentra en Buenos Aires, Entre Ríos, Misiones y Santa Fe, sobre todo en las inmediaciones del Río Paraná y en el monte blanco. Florece en primavera.